# Franco Grillini
Franco Grillini (Pianoro, 14 marzo 1955) è un politico, attivista e giornalista italiano.
È presidente onorario dell'Arcigay.
Nato a Pianoro, in provincia di Bologna il 14 marzo del 1955, si laurea all'Università di Bologna in Pedagogia nel 1979 e diventa successivamente giornalista.
È stato presidente nazionale di Arcigay dal 1987 al 1998 e dal 2001 al 2008 è stato parlamentare alla Camera dei deputati italiana.

## Biografia e cariche politiche

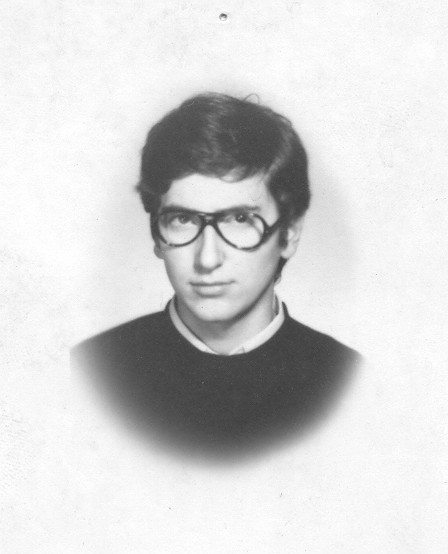
Grillini nel 1973, a diciotto anni

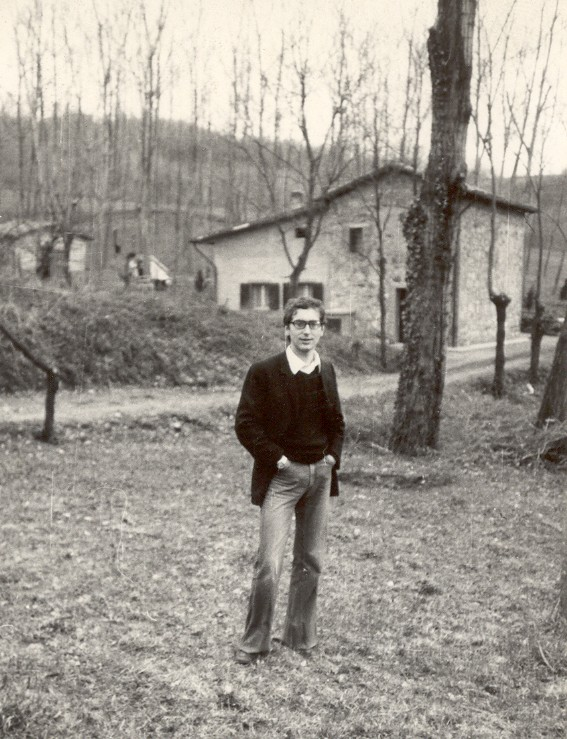
Franco Grillini a venticinque anni, a Vernolo

Impegnato politicamente dall'età di 15 anni, Grillini è protagonista del movimento studentesco bolognese negli anni settanta fino ad assumere l'incarico di responsabile nazionale studenti medi del Partito di Unità Proletaria, di cui è stato anche segretario organizzativo per la federazione di Bologna.
Nel 1985 è candidato a Bologna nelle liste del Partito Comunista Italiano per la Provincia; nel 1987 è candidato alle elezioni politiche dove ottiene circa cinquemila voti di preferenza. Nel 1990 è eletto in Consiglio provinciale a Bologna dove è stato rieletto nel 1995 e nel 1999, ricoprendo l'incarico di presidente della Commissione Consiliare "Istruzione, Sanità, Politiche Sociali, Lavoro, Università, Relazioni Sindacali".
Nel 1992 è candidato alle politiche; nel 1994 è candidato alle Europee nelle liste del PDS per la circoscrizione del nord-est, raccogliendo ventunomila voti di preferenza, di cui novemila a Bologna. È eletto alla Camera dei deputati il 13 maggio 2001 con il sistema proporzionale nella circoscrizione XI (Emilia-Romagna) nella lista dei Democratici di Sinistra.
Nel corso della XIV legislatura è stato componente della Commissione Giustizia II. Ha presentato 18 proposte di legge ed è cofirmatario di 234. Otto, tra queste ultime, sono diventate leggi dello Stato. Nel corso della legislatura ha presentato 27 interrogazioni parlamentari, 10 interpellanze, una mozione e 25 ordini del giorno. Numerose interpellanze e interrogazioni sono relative alla comunità gay e lesbica italiana e al problema Aids. Si colloca tra i parlamentari più assidui alla Camera dei deputati con 21.727 presenze in aula, è intervenuto nel dibattito parlamentare 93 volte.
È protagonista in primo piano della battaglia contro la legge Giovanardi contro le discoteche, legge che poi viene ritirata, e dal 1º luglio 2004 attraverso il gruppo Ds, riesce ad iscrivere all'ordine del giorno della Camera, in Commissione Giustizia, la proposta di legge sul Pacs (Disciplina del patto civile di solidarietà e delle unioni di fatto (3296)), il "Patto Civile di Solidarietà".
Il bilancio della sua attività parlamentare è online qui. Alle elezioni politiche del 9 aprile 2006 è stato riconfermato deputato. Sostenitore della mozione Angius-Zani al IV congresso dei Ds, ha lasciato il partito il 12 maggio 2007 ed ha aderito a Sinistra Democratica il 2 ottobre 2007 ha annunciato il passaggio al Gruppo misto. Nel settembre 2007 lascia Sinistra Democratica per aderire alla costituente per il Partito Socialista. Nella primavera 2008 è stato candidato a sindaco di Roma, ottenendo 13.620 voti pari allo 0.81%, appoggiato dal nascente Partito Socialista.
Nel 2009 ha lasciato il Ps per aderire all'Italia dei Valori di Antonio Di Pietro.
Si candida in Emilia-Romagna alle elezioni regionali del marzo 2010 come capolista dell'Italia dei Valori, che appoggia il candidato presidente Vasco Errani del Partito Democratico. Viene eletto consigliere regionale con il massimo delle preferenze nella sua lista.
Nel novembre 2012 lascia l'Italia dei Valori a causa della contestata decisione dei vertici del partito di lasciare la coalizione del centrosinistra e aderisce al movimento Diritti e Libertà. Lascia poco dopo non condividendo la scelta del movimento di confluire nell'alleanza elettorale Centro Democratico.
A novembre 2014 si ricandida al Consiglio regionale dell'Emilia-Romagna in una lista civica di centrosinistra, ma otterrà appena 442 preferenze nel suo collegio e di conseguenza non viene rieletto.
Dal 2016 lotta contro il mieloma multiplo, pur non rinunciando all'attivismo politico.

## Militanza omosessuale

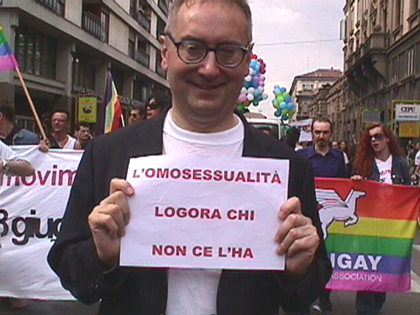
Franco Grillini a Padova, 2002

La militanza omosessuale di Franco Grillini ha avuto inizio nel 1982 con l'inaugurazione della sede del Circolo di cultura omosessuale 28 giugno nel cassero di Porta Saragozza e che dalla sua sede prenderà poi il nome di Il Cassero. Nel 1985 fonda, insieme ad altri, Arcigay Nazionale (di cui è l'ideatore) diventando prima segretario e poi presidente (al congresso di Rimini, dicembre 1987). Nel programma da lui elaborato e approvato dall'associazione ci sono la costruzione della rete nazionale dei consultori autogestiti per la salute delle lesbiche e degli omosessuali e la proposta di riconoscimento giuridico delle coppie omosessuali.
Nel 1987 fonda con altri la LILA, "Lega italiana per la lotta contro l'AIDS". Nel maggio 1997 è ideatore e fondatore della LIFF, Lega Italiana delle Famiglie di Fatto. Nella sua qualità di giornalista dà vita nel 1989 alla rivista CON/TATTO, di cui era direttore responsabile, e collabora a numerosi giornali e periodici.
Il 29 maggio 1998 su Internet apre il quotidiano telematico N.O.I., "Notizie Omosessuali Italiane" che, come primo impegno, dà il resoconto del nono Congresso Arcigay in diretta. Nel 2004 NOI si trasforma in Gaynews.it, una sorta di agenzia di stampa a tematica LGBT.
Al congresso nazionale di Arcigay (Roma, 5-6-7 giugno 1998) è stato designato alla Presidenza onoraria dell'associazione, riconfermata nel 2002 al congresso di Riccione e nel 2007 a quello di Milano, carica che ricopre insieme a Sergio Lo Giudice.

## Pubblicazioni

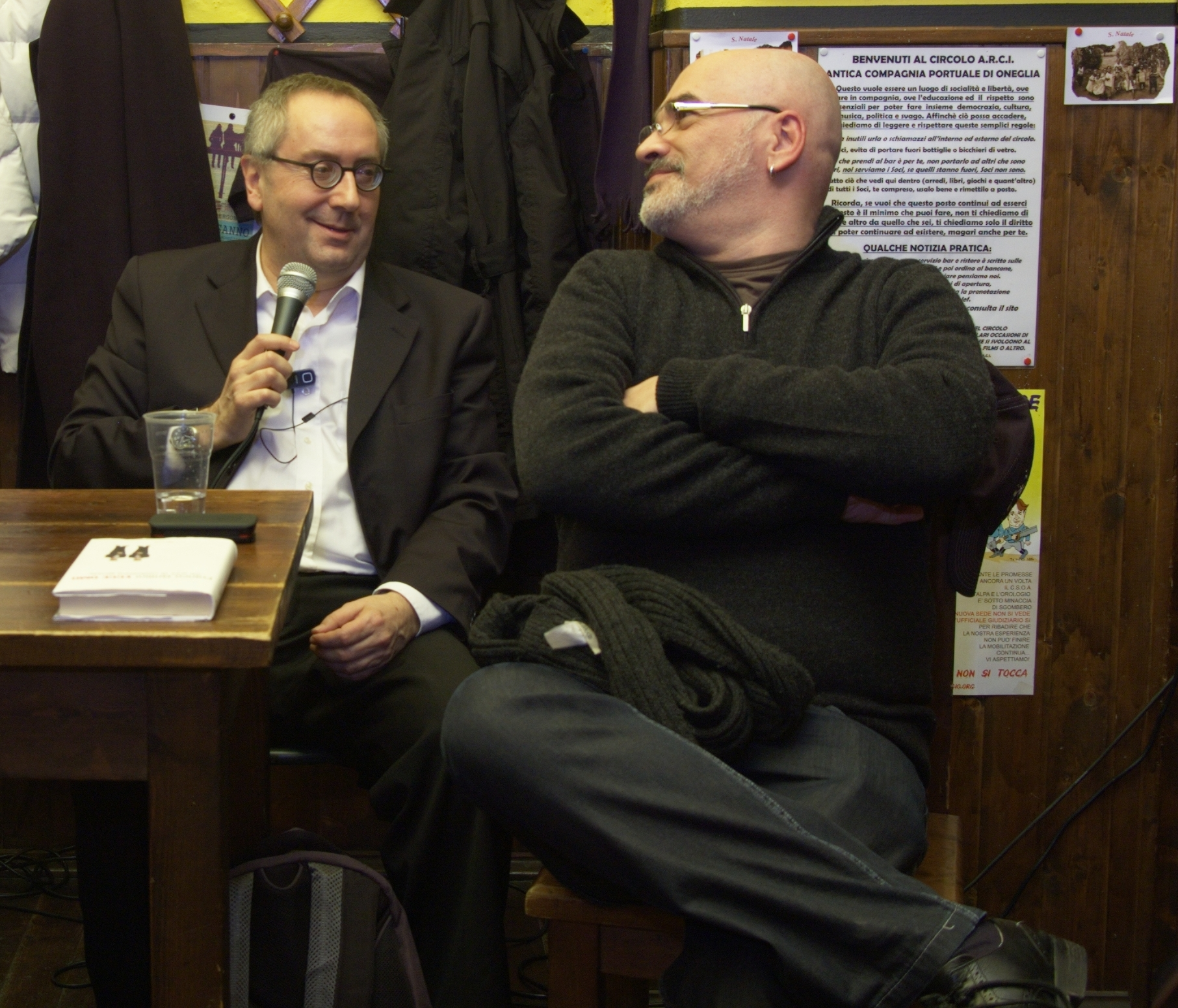
Franco Grillini e Aurelio Mancuso, presidente dell'Arcigay, durante una presentazione del libro Ecce omo, 19 febbraio 2009

- Franco Grillini, Laura Maragnani, Ecce omo. 25 anni di rivoluzione gentile, Rizzoli, Milano, 2008
- Claudio Sabelli Fioretti, Franco Grillini. Gay. Molti modi per dire ti amo, Aliberti editore, Reggio Emilia 2007.
- Introduzione a Antonio Veneziani, La gaia vecchiaia. Anziani omosessuali si raccontano, Coniglio Editore, Roma 2006.
- Franco Grillini, Pagine di diario personale in forma di cronologia gay - 1980‑1999.
- Franco Grillini L'offesa al pudore' ovvero come fare pubblicità gratis con i gay, in "Articolo 21", 1º aprile 2006.
- Franco Grillini La sinistra e i liberali, in "L'Unità", 16 febbraio 2006.
- Franco Grillini, Carissima pornografia, in "Pride", gennaio 2006.
- Franco Grillini, Unioni gay: storia e futuro di un diritto ancora negato, in "Bioetica", n. 1, 2005, p. 21.
- Franco Grillini, La Sinfonia dell'addio, in "Culturagay.it", 15 settembre 2004.
- Franco Grillini, Omosessualità e informazione, in Igor Righetti (a cura di), Prove tecniche di comunicazione, Guerini e Associati, Milano 2003, pp. 198–204.
- Franco Grillini, Omosessuali e diritti in Franco Grillini, Maria Rosaria Marella (a cura di), Stare insieme. I regimi giuridici della convivenza tra status e contratto, Jovene, Napoli 2001, pp. 123–132.
- Franco Grillini, Maria Rosaria Marella (a cura di), Stare insieme. I regimi giuridici della convivenza tra status e contratto, Jovene, Napoli 2001.
- Franco Grillini, Il mio bisnonno Richard Wagner, in "NOI Notizie omosessuali italiane, 12 giugno 1999.
- Franco Grillini, Politica e omosessualità: alcune considerazioni tra passato e presente, in "Micromega", n.5, 1995.

## Riconoscimenti
Il 5 dicembre 2018 ha ricevuto il Nettuno d'oro dal Comune di Bologna.